# オレゴン (客船・初代)
オレゴン（SS Oregon）はグイオン・ラインが所有していた蒸気船・客船である。

## 概要
オレゴンは1883年6月23日に進水した。速力が他の客船に比べて速く、1884年には大西洋最速横断記録であるブルーリボン賞を受賞している。しばらくはグイオン・ラインに所属していたがその後キュナード・ラインへと移籍し、数少ない航海の中で最速記録を更新し続けた。1885年、オレゴンはイギリス海軍に補助艦として徴用され、その性能を活かして他の艦船の危機を救う等補助艦としての使命を見事に果たした。オレゴンがキュナード・ラインに戻ったのは1885年11月であるが、4ヶ月後にニューヨーク港へ進入中に帆船と衝突、乗客は全員無事に救助されたがオレゴンはニューヨーク・ロング島沖18マイル東に沈んだ。残骸は後に人気のダイビング・スポットとなっている。